# Complici/Strana donna
Complici/Strana donna è un singolo di Riccardo Fogli pubblicato nel 1974.
Il brano Complici è stato presentato durante la seconda serata del Festival di Sanremo 1974 nel "Gruppo A", risultando il quarto più votato fra i sette proposti, esito che non ha permesso l'ammissione alla finale, alla quale accedevano i primi due.
Il brano Strana donna è stato estratto dall'album Ciao amore, come stai del 1973 e fa parte anche del 45 giri precedente, Strana donna/La prima notte senza lei.

## Tracce

### Lato A
1. Complici - 4:15 (Luigi Lopez-Carla Vistarini)

### Lato B
1. Strana donna - 3:45